# Мухаммед Амані
Мухаммед Амані (азерб. Məhəmməd Əmani; Байбурд, Чухурсаадське бейлербейство, Сефевідська держава, 1536–1610) — азербайджанський поет, послідовник літературної школи Фізулі.

## Життєпис
Народився 1536 року в Байбурдському магалі Чухур-Сааду. Жив за правління шаха Тахмаспа I, а потім і шаха Аббаса I. Брав участь у взятті Тебриза, Мерва, Балха, а також у поході на Османів 1606 року, що відбилося у творах поета.

## Творчість
Твори Мухаммеда Амані азербайджанською та перською мовами зберігаються в Лондоні у Британському музеї. Його лірика переважно присвячена його життю та любові. Її основу взято з життєвої краси народу, традицій азербайджанської літератури та народної творчості. Творчість багата як змістом, так і з погляду форми. Писав як у формі класичної східної поезії (газель, месневі), так і ашузької поезії (баяти, гошма, гарайли). У газелях на перший план виходить єдність справжнього людського кохання з суфійсько-пантеїстичним коханням, а широта думки набуває філософського характеру. Серед творів важливе місце займають віршовані оповідання, написані азербайджанською мовою. Твори є цінним джерелом для вивчення історичних подій другої половини XVI століття та військових походів Сефевідів. Амані з юних років брав участь у походах і битвах, що відбулися при шаху Сефевідської імперії Аббасі, а також присвячував йому вірші:
|  | Кожна тінь шаха Аббаса — захисника віри, Спричиняла страждання румійцям і приводила до перемоги. |

В іншому ж вірші він називав себе кизилбашем:
|  | Цього щастя, Амані, з нас досить, Що ми з джафаритського мазхабу кизилбаші |

Амані, який дуже любив мандрувати, встиг за своє життя побувати в багатьох місцях: у Тебризі, Мецці, Мерві, Маманли, Гераті, Медині тощо.
У віршах викладено також його думки про кохання та кохану, ліричні почуття. Це було основною темою мистецтва тієї епохи, яке ставило перед собою поширення піднесеної моралі, внутрішньої чистоти, високої думки та чистих людських взаємин.